# Rozsdásfejű lápiposzáta
A rozsdásfejű lápiposzáta (Cincloramphus timoriensis) a verébalakúak (Passeriformes) rendjébe, ezen belül a tücsökmadárfélék (Locustellidae) családjába és a Cincloramphus nembe tartozó faj. 18-21 centiméter hosszú. Ausztrália, a Fülöp-szigetek, az Indonéz szigetek és Kelet-Timor füves, bozótos területein él. Apró gerinctelenekkel és magokkal táplálkozik.

## Alfajok
- C. t. tweeddalei (McGregor, 1908) – észak- és közép-Fülöp-szigetek;
- C. t. mindorensis (Salomonsen, 1953) – északnyugat-Fülöp-szigetek;
- C. t. alopex (Parkes, 1970) – közép-Fülöp-szigetek;
- C. t. crex (Salomonsen, 1953) – dél-Fülöp-szigetek;
- C. t. celebensis (Riley, 1919) – Celebesz;
- C. t. amboinensis (Salvadori, 1876) – dél-Maluku-szigetek;
- C. t. inquirendus (Siebers, 1928) – Sumba;
- C. t. timoriensis (Wallace, 1864) – Timor;
- C. t. muscalis (Rand, 1938) – dél-Új-Guinea;
- C. t. alisteri (Mathews, 1912) – észak- és kelet-Ausztrália.

## Fordítás
- Ez a szócikk részben vagy egészben  a   Tawny grassbird című angol Wikipédia-szócikk fordításán alapul.  Az eredeti cikk szerkesztőit annak laptörténete sorolja fel. Ez a jelzés csupán a megfogalmazás eredetét és a szerzői jogokat jelzi, nem szolgál a cikkben szereplő információk forrásmegjelöléseként.